# Hemictenius ochripennis
Hemictenius ochripennis är en skalbaggsart som beskrevs av Edmund Reitter 1902. Hemictenius ochripennis ingår i släktet Hemictenius och familjen Melolonthidae. Inga underarter finns listade i Catalogue of Life.